# Association loi de 1901
Pour les articles homonymes, voir association.
En droit français des associations, l'expression « association loi de 1901 » désigne une association à but non lucratif qui relève de la loi du 1er juillet 1901 et du décret du 16 août 1901, permettant ainsi de la différencier d'une association de droit local alsacien-mosellan. En effet, les associations, qui choisissent d'établir leur siège en Alsace et dans le département de la Moselle sont régies par les articles 21 à 79-III du code civil local.
Ce régime d'association a été mis en place par Pierre Waldeck-Rousseau, alors président du Conseil et ministre de l'Intérieur et des Cultes. Une association loi de 1901 peut exercer ou non des activités commerciales (ceci dépend des statuts de l’association). Dans tous les cas de figure, les bénéfices ne peuvent finalement pas être partagés, ce qui oppose cette forme d'entreprise aux autres formes d'entreprises, notamment celles dites « commerciales ». Ainsi, les recettes dites lucratives, sont soumises à déclaration et à imposition.

## Histoire
Sous l'Ancien Régime, le terme société est consacré aux associations volontaires de personnes dont le but est commercial, et celui de communauté aux autres. L'attitude de l'autorité royale varie entre la mise sous tutelle des associations dont elle reconnaît l'utilité et la répression de celles susceptibles de représenter une menace. Les associations qui n'ont pas été approuvées sont prohibées et agissent clandestinement.
Au cours de la Révolution, l'Assemblée nationale dissout toutes les communautés religieuses, d'habitants, de métiers, les collèges, les hôpitaux, les confréries charitables, les congrégations, qui étaient très nombreuses. En 1791, le décret d'Allarde (2 et 17 mars 1791) et la loi Le Chapelier (14 juin 1791), interdisent de former des associations d'ouvriers ou d'habitants pour défendre leurs intérêts collectifs.
L'article 291 du code pénal de 1810 réglemente la liberté d'association : « Nulle association de plus de vingt personnes […] ne pourra se former sans l'agrément du Gouvernement ». Pendant tout le XIXe siècle, les associations populaires ou d'ouvriers restent interdites et sont très durement réprimées.
Le débat sur la liberté d'association se développe dans les milieux intellectuels et au parlement. À partir de 1864, une succession de travaux parlementaires vient assouplir les interdictions en place. À la fin du XIXe siècle, le régime répressif en vigueur est devenu inadapté : un grand nombre d'organisations se sont développées malgré l'interdiction, sans que leurs objets constituent des menaces pour l'ordre public.
En 1899, Pierre Waldeck-Rousseau, alors président du Conseil, ministre de l’Intérieur et des Cultes dépose le projet de loi qui aboutira à la loi du 1er juillet 1901. Les débats sont houleux et passionnés. Ils ne portent plus sur le principe de la liberté d'association, mais surtout sur le statut des congrégations religieuses. Le parlement ne souhaitait pas qu'un statut souple des associations soit utilisé par des congrégations ; il préfère les soumettre à l'autorisation préalable de création. C'est la raison pour laquelle un titre spécifique leur est consacré dans la loi.
Votée le 1er juillet 1901, la loi consacre le droit de toute personne en mesure de contracter de s’associer sans autorisation préalable. En faisant du droit de s'associer un contrat, la loi garantit que l'appartenance à une association reste tributaire du consentement de chacun. Les seules limites concernent « un objet illicite, contraire aux lois, aux bonnes mœurs, ou qui aurait pour but de porter atteinte à l'intégrité du territoire national et à la forme républicaine du gouvernement ». Le régime spécifique des congrégations religieuses mène à la création de l'association cultuelle et de l'association diocésaine. En limitant la capacité des associations à posséder des biens fonciers, la loi prévient la constitution de grands domaines par droit de mainmorte.
La liberté d'association devient par la suite un droit constitutionnel reconnu par les traités internationaux. Dans les années 1950, il se crée environ 5 000 associations chaque année. Ce nombre double ensuite tous les dix ans pour atteindre 20 000 par an en 1992, puis 70 000 par an depuis les années 2010.
En 2017, il existe en France plus 1,3 million d'associations actives dans lesquelles 1,8 million de salariés travaillent.

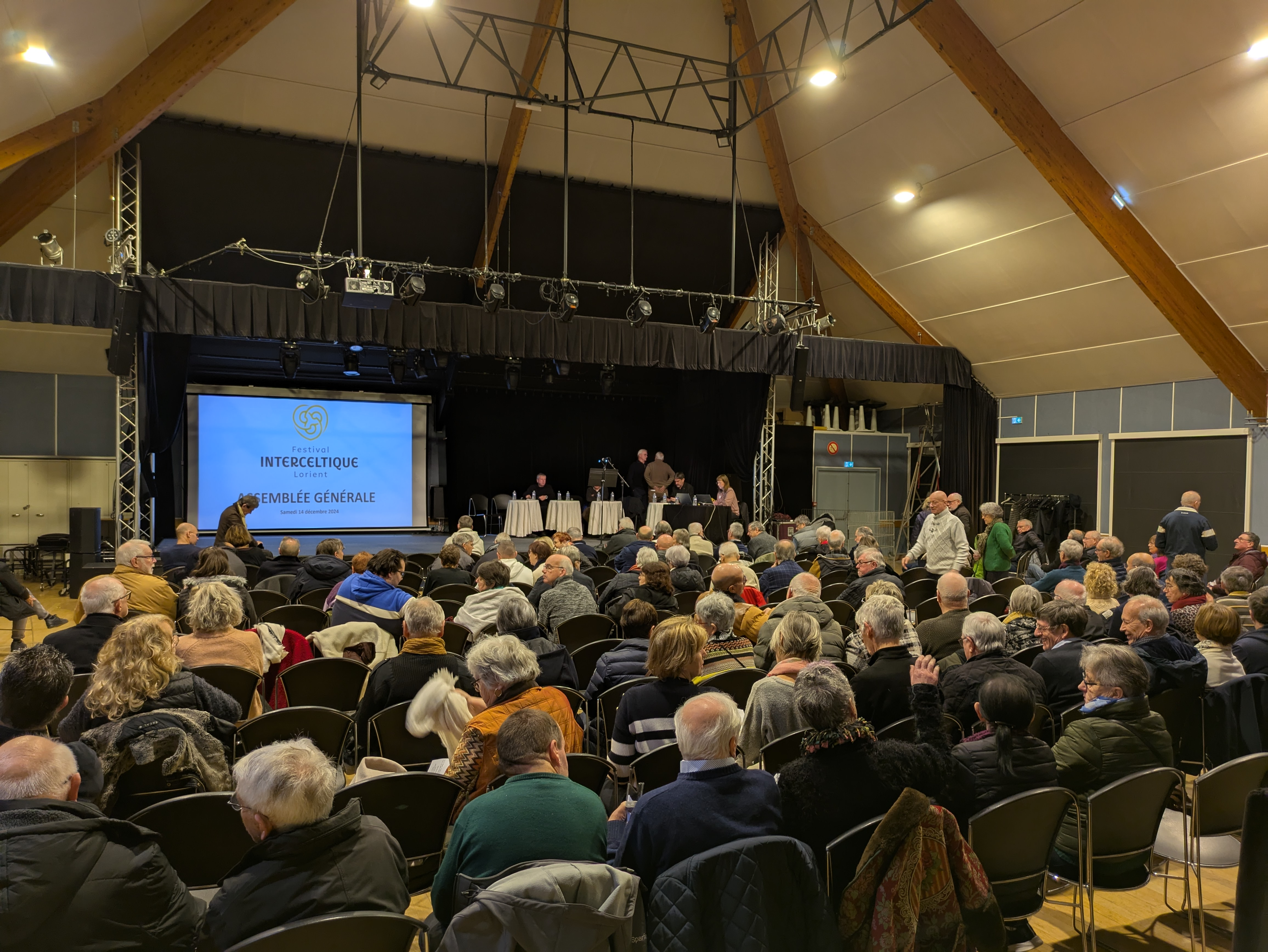
Assemblée générale d'une association en 2024, ici celle gérant le festival interceltique de Lorient.

En 2008, 15,8 millions de personnes, soit un tiers des 16 ans et plus, étaient membres d'une association déclarée.
Les derniers chiffres publiés en 2019 par l'INJEP font état de 1,5 million d’associations et de 22 millions de bénévoles (dont 20,5 millions en associations). Les budgets des associations s'élèvent à 113,2 milliards d'euros.

## Caractéristiques d'une association loi de 1901
Une association loi de 1901 doit remplir plusieurs conditions :
- être composée d'au moins deux personnes ;
- avoir un autre but que de partager des bénéfices. De plus, l'activité de l'association ne doit pas enrichir directement ou indirectement l'un de ses membres.

Pour posséder une personnalité juridique, une association doit avoir ses statuts déclarés à la préfecture et publiés dans un journal officiel. Elle doit avoir un responsable légal et être administrée. Une association non déclarée est appelée association de fait. Si elle a des objectifs criminels, on parle d'association de malfaiteurs.

### Adhésion
L'adhésion est l'acte par lequel on devient membre d'une association. Elle peut être ouverte à tous, réservée à un certain public ou encore soumise à l'accord des instances de direction de l'association. Elle peut être soumise à une cotisation si les statuts de l'association le prévoient.

#### Adhésion des personnes mineures
Tout comme une personne majeure, une personne mineure peut adhérer à une association,, et peut en être le dirigeant. Toutefois, si le mineur a moins de 16 ans, il doit disposer d'une autorisation parentale,. Cependant, l'autorisation parentale n'est pas exigible par la préfecture.

### Rappel de quelques règles de fonctionnement non évidentes
- Une association a le droit d'exercer une activité commerciale et de produire des bénéfices (on parle alors d'« excédent d'exploitation »), mais ceux-ci sont susceptibles d'être assujettis aux impôts commerciaux ; c'est par exemple le cas d'associations de commerce équitable telles qu'Artisans du monde[17] (voir à ce sujet la section régime fiscal).
- De même, une association peut bénéficier directement ou indirectement à ses membres ou dirigeants, mais ces bénéfices peuvent être assujettis aux taxes et à l'impôt sur le revenu.
- Une association peut fonctionner sur un mode horizontal : il n'est pas nécessaire d'avoir une structure hiérarchisée (président/secrétaire/trésorier)[18]. D'autre part, la loi de 1901 ne définit pas les mots « président », « trésorier », « secrétaire »[1], donc lorsqu'une association utilise ces trois notions, elle doit précisément les définir dans ses statuts (rôle, pouvoir, etc.). Par exemple, si les statuts ne le spécifient pas, un président d'association n'a pas le pouvoir de représenter l'association en justice sans mandat spécifique.
- Il n'y a pas de postes obligatoires. Dans le cas des associations déclarées, seules les coordonnées du ou des responsables face à la loi sont exigées (administrateurs, présidents, directeur, collège solidaire, ou autre ; cf. art. 5 de la loi de 1901).

### Régime juridique
Selon l'article premier de la loi du 1er juillet 1901 :
« L'association est la convention par laquelle deux ou plusieurs personnes mettent en commun, d'une façon permanente, leurs connaissances ou leur activité dans un but autre que de partager des bénéfices. Elle est régie, quant à sa validité, par les principes généraux du droit applicables aux contrats et obligations. »
La loi de 1901 définit en fait très peu de choses. L'association est un contrat de droit privé.
Cette loi laisse aux créateurs et membres d'association la liberté :
- de s'organiser (dans le respect des lois en vigueur) ;
- de choisir le but de l'association : pratiquement tous les domaines d'activité et de la vie sociale sont possibles à condition qu'ils soient licites ;
- de décider du mode d'organisation et des procédures internes de fonctionnement et de les introduire dans les statuts, et éventuellement un règlement intérieur ;
- de modifier aussi souvent que voulu ou nécessaire son but, son mode d'organisation et son fonctionnement ;
- de déclarer ou non la création de l'association, et d'en faire la publicité dans le Journal officiel afin que l'association devienne une personne morale dotée de capacité juridique, ce qui lui donne :
  - la possibilité d'accepter ou de créer différents moyens de financement de son fonctionnement, comme les cotisations de ses membres, les subventions de l'État ou des collectivités territoriales, les dons manuels, les aides provenant du partenariat ou du mécénat,
  - la possibilité de signer des actes juridiques (ouverture de compte bancaire, souscription de contrats d'assurances, contrat de prestation de services…),
  - la possibilité d'employer des salariés,
  - la possibilité d'agir en justice en tant que personne morale (assez strictement encadrée par différentes dispositions).

Une association non déclarée est une association de fait, sans personnalité morale ni capacité juridique (elle peut cependant engager devant le juge administratif des recours pour excès de pouvoir pour contester la légalité des actes administratifs faisant grief aux intérêts qu'elle a pour mission de défendre : CE 31 octobre 1969, no 61310, Syndicat de défense des canaux de la Durance). C'est-à-dire que la mise en commun de moyens de manière permanente est autorisé, ce qui n'était que partiellement vrai avant la loi de 1901.
La capacité juridique d'une association ordinaire est dite « réduite » par rapport à la pleine capacité juridique des sociétés commerciales : sauf exceptions, elle ne peut pas recevoir des legs ou donations autres que les dons manuels, et elle ne peut posséder de bien immobilier que dans le strict cadre de l'accomplissement de son objet.
Les personnes qui adhèrent à l'association peuvent être des personnes physiques (individus) ou bien des personnes morales. Il suffit du consentement échangé entre deux personnes (nombre minimal) pour créer une association. Cependant, pour certaines catégories d'associations, des dispositions législatives ou réglementaires imposent un nombre plus élevé. Un mineur non émancipé peut adhérer à une association, mais sa responsabilité civile continue à engager celle de ses parents ou des personnes ayant le pouvoir parental. Un mineur peut même créer et administrer une association, toutefois, selon une pratique administrative remise en cause, considérant comme n'ayant pas la capacité d'effectuer des actes juridiques, ceux-ci doivent alors être réalisés par un majeur ou par les personnes dotées de la puissance parentale, qui engagent leur responsabilité civile.
Contrairement au droit local d'Alsace et de Moselle, aucune administration ou organisme public n'a le pouvoir de contrôler la déclaration de création d'une association. Cette déclaration, ainsi que les déclarations modificatrices, le sont sous la responsabilité de ceux qui signent les documents. Le récépissé délivré par la préfecture, ou la sous-préfecture, n'est que le constat de la présence des éléments prévus par la loi et le décret de 1901. Il n'attribue pas de valeur juridique précise à ces déclarations.

### Reconnaissances et agréments
Différents dispositifs légaux ou réglementaires encadrent certaines activités associatives ou leur font bénéficier de certains avantages. Beaucoup de ces dispositifs font l'objet de conditions particulières de création, de fonctionnement ou d'adhésion. Quelques exemples :
- les associations d'intérêt général, qui garantissent certains critères : organisation démocratique, but non lucratif, activité conforme à l'objet et aux statuts de l'organisation… ;
- les associations reconnues d'utilité publique[1]. Cette qualité est attribuée à la personne morale par décision du Conseil d'État. Au deuxième trimestre 2014, on compte 1 950 associations reconnues d'utilité publique[22] ;
- les associations sportives affiliées à des fédérations sportives agréées. L’affiliation d’une association sportive à une fédération agréée marque le respect de cette association aux statuts et règlement de la fédération. Les fédérations sportives agréées peuvent recevoir délégation du Ministre chargé des sports après conclusion d'un contrat de délégation[23]. Pour chaque discipline sportive, la fédération délégataire dispose d'un monopole pour organiser les compétitions à l'issue desquelles sont délivrés les titres nationaux, régionaux ou départementaux. Les fédérations sportives délégataires établissement les règles techniques et de sécurité (RTS) propres à leur discipline.
- les associations agréées de sécurité civile (A.A.S.C.). Ces association sont agréées par le Ministère de l'Intérieur ou un Préfet de département pour exercer des missions en appui des pouvoirs publics (opérations de secours, soutien aux populations sinistrées, encadrement de bénévoles spontanés) ou pour monter des dispositifs prévisionnels de secours lors de rassemblements de personnes[24],[25] ;
- les associations de victimes. Les associations ayant pour objet la défense de victimes d’accidents collectifs doivent obtenir un agrément du ministère de la Justice, pour accéder au droit à se constituer partie civile[26] . Certaines de ces associations sont regroupées au sein de fédérations (la FENVAC ou France victime par exemple)[27] ;
- les associations de protection de l'environnement[28]. Les associations agréées de protection de l'environnement peuvent être désignées pour participer aux instances consultatives ayant vocation à examiner les politiques d'environnement et de développement durable. Elles peuvent attaquer, devant les tribunaux administratifs une décision de l'administration.
- les associations de défense des consommateurs[29].

### Statuts
Les statuts constituent le contrat qui lie les membres de l'association. Il a donc la même force et est soumis aux mêmes lois que les autres contrats vis-à-vis du Code civil français. Il doit notamment être exécuté de bonne foi. Les statuts ne sont obligatoires que pour les associations déclarées. La forme et le contenu des statuts sont rédigés librement, en français, par les fondateurs de l'association, sans aucune obligation. Il est toutefois recommandé de mentionner certains aspects, notamment :
- le nom de la structure, son but et le siège social ;
- les conditions d'admission et de radiation des membres ;
- les règles de fonctionnement de l'association ;
- les conditions de modification des statuts ;
- les règles et modalités en cas de dissolution[31].

Il est recommandé que certaines informations ne figurent pas sur les statuts :
- des données changeantes qui pourraient devenir rapidement obsolètes ;
- des informations personnelles[31].

Certains agréments et certaines activités peuvent imposer la présence de dispositions supplémentaires :
- en Alsace-Moselle, il y a des obligations de rédaction par rapport au personnel et aux membres ;
- si une association veut vendre des produits, elle doit le prévoir dans ses statuts ;
- certaines catégories d'associations sont tenues de respecter un statut type pour obtenir un agrément de l'État[31].

Les statuts peuvent être complétées par des documents internes qui régissent le fonctionnement de la structure, comme un règlement intérieur. Celui-ci peut être élaboré dès la constitution ou au fur et à mesure du développement de l'association. Celui-ci peut être modifié plus facilement que les statuts et permet de s'adapter plus rapidement à des situations nouvelles.
Tout adhérent a le droit d'avoir un exemplaire des statuts, avant l'adhésion ou même après.

#### Préfecture du département
La préfecture du département où est domiciliée l'association enregistre la création de l'association et les modifications de statuts, des membres dirigeants… Mais elle n'a aucun pouvoir de contrôle. Elle propose parfois des statuts-type pouvant servir d'inspiration pour la rédaction des statuts de l'association, mais les éléments ne sont en aucun cas obligatoires : il n'est pas obligatoire d'avoir un bureau, un conseil d'administration, d'avoir un mode de décision démocratique… Même si ces ressources peuvent être utiles, notamment en cas de conflit au sein de l'association. Si une personne dépose une modification de statuts, une liste de dirigeants ou un compte rendu d'assemblée générale à la préfecture, celle-ci doit l'enregistrer mais n'a pas le pouvoir de vérifier que la personne est habilitée à faire cet enregistrement ; en cas de fraude, l'association peut donc avoir recours à un tribunal, qui s'appuiera notamment sur les statuts pour annuler l'enregistrement et le cas échéant condamner l'usurpateur[réf. nécessaire].

### Régime fiscal
Le régime fiscal des associations est un régime de non lucrativité entraînant l'exonération des impôts commerciaux (TVA, impôt sur les sociétés, Contribution économique territoriale). Toutefois cette non imposition est le résultat de mesures d'exceptions qui exigent le respect d'un certain nombre de conditions.
Ces critères concernent la gestion désintéressée des dirigeants, l'absence de distribution de bénéfices, et l'absence de concurrence de son activité commerciale au regard de la « règle des 4P » : Produit, Public, Prix, Publicité.
A priori, une association est à but non lucratif. Mais son régime fiscal peut être requalifié par l'administration fiscale, ou un tribunal, en association lucrative. Elle perd alors ses avantages fiscaux, se retrouve pratiquement avec les astreintes fiscales des sociétés commerciales mais conserve le statut juridique d'association et donc la capacité juridique restreinte.
Une association qui ne répondrait pas à ces critères devrait alors être fiscalisée et être donc soumise aux impôts commerciaux. Certaines personnes (y compris dans des administrations chargées de conseiller les particuliers) considèrent parfois que la constitution d'une association permet de « tester » une activité avant de fonder une entreprise (l'association serait donc un « ballon d'essai ») ; cela n'est pas toujours vrai, l'association serait soumise à :
- l'impôt sur les sociétés en cas de bénéfice ;
- la TVA si son chiffre d'affaires dépasse 76 224 euros pour la vente de biens, de prestations de restauration ou d'hébergement, ou 26 680 euros pour toutes autres activités de services ;
- la taxe professionnelle, sauf franchise de 38 112 euros.

L'entreprise créée ultérieurement ne pourrait pas récupérer de façon simple — légalement — l'activité de l'association (et notamment pas le matériel). Il serait plutôt indiqué de créer une « société en participation » (SEP) afin de tester un marché, plutôt qu'une association.
Une association ne distribue pas les bénéfices qu'elle peut faire, mais elle les conserve en réserves : c'est le critère de non lucrativité. La différence importante est que celui-ci ne peut en aucun cas être distribué à l'ensemble ou à une partie de ses membres.
Les dons à une association d'intérêt général (qui ne font pas l'objet d'une reconnaissance préalable par l'administration, à la différence des Associations reconnues d'utilité publique), donnent droit à une réduction d'impôt. Celle-ci est de 60 % pour les dons faits par des entreprises et de 66 % pour les dons des particuliers (75 % dans le cas des associations dites « Coluche »). Pour pouvoir délivrer un reçu fiscal permettant aux donateurs de bénéficier d'une réduction d’impôt, elles doivent non seulement être d’intérêt général, mais aussi avoir une gestion désintéressée.
Une association ayant un employé se voit automatiquement inscrite au registre Sirene (tenu par l'Insee) par le Centre de formalités des entreprises (CFE) des Impôts, et se voit donc attribuer un numéro Siren ; les associations payant des impôts ou recevant des subventions de l'État doivent demander cette inscription auprès du CFE. À terme, il est probable que toutes les associations reçoivent un numéro Siren en raison de la mise en place du répertoire national des associations (RNA), anciennement fichier national informatique Waldec.

### Responsabilité juridique
Lorsqu'elle a une personnalité juridique, l'association peut être condamnée tant au niveau civil (paiement de dommages-intérêts) qu'au niveau pénal (paiement d'une amende, dissolution). Même si un dirigeant représente l'association au tribunal, c'est bien l'association elle-même qui est condamnée. Mais les membres de l'association peuvent eux aussi être condamnés, par exemple pour mauvaise gestion. Par ailleurs, une association peut se retourner contre un ou plusieurs de ses membres, se désolidariser d'eux, et demander que des adhérents soient condamnés à la place de l'association. En ce qui concerne les dirigeants, leur responsabilité est appréciée par le tribunal en fonction des faits ; ils peuvent éventuellement être condamnés pour des actes faits par d'autres personnes (article 1 384 du code civil : « On est responsable non seulement du dommage que l'on cause par son propre fait, mais encore de celui qui est causé par le fait des personnes dont on doit répondre, ou des choses que l'on a sous sa garde »). La notion de responsabilité est une notion complexe ; une association ne peut reprocher à un de ses membres d'avoir manqué à ses fonctions (par exemple mauvaise gestion) que si cette personne avait un mandat clair de la part de l'association (par exemple décrit dans les statuts ou bien dans une décision du conseil d'administration) et si cette personne avait les moyens (matériels, financiers, formation, expérience) pour mener à bien son mandat.
Dans tous les cas, chaque adhérent (responsable de l'association ou pas) doit répondre de ses propres actes selon l'article L121-1 du code pénal (« Nul n'est responsable pénalement que de son propre fait ») et des articles du code civil 1240 (de l'ordonnance du 10 février 2016) (« Tout fait quelconque de l'homme, qui cause à autrui un dommage, oblige celui par la faute duquel il est arrivé, à le réparer ») et 1241 (« Chacun est responsable du dommage qu'il a causé non seulement par son fait, mais encore par sa négligence ou par son imprudence »).

## Régime d'exception des congrégations religieuses
Le titre III de la loi du 1er juillet 1901 soumet les congrégations religieuses à un régime spécifique.

## Regroupements d’associations en France
Les associations se rassemblent par affinités politiques, sectorielles, statutaires, etc. afin d’agir collectivement. En France, diverses organisations regroupent des associations.
Les fédérations sont généralement composées d'associations et de personnes physiques. L'appellation « union » est plutôt réservée pour les regroupements de personnes morales exclusivement.

### Coordinations associatives
Une coordination associative rassemble les associations, regroupements et fédérations d’associations par secteurs d’activité (solidarité internationale, environnement, sport, etc.). Des organisations comme le Comité national olympique et sportif français (CNOSF), Coordination SUD, ou la Ligue de l'enseignement font partie de cette catégorie.
En France les principales coordinations associatives sont membres du Mouvement associatif. Cette organisation qui représente plus de 600 000 associations soit près d'une association sur deux en France, est le porte-voix des dynamiques associatives. Elle œuvre pour que le monde associatif soit reconnu comme un acteur collectif, social et politique à part entière.
Aux coordinations, s'ajoutent des think-tanks, comme La Fonda qui mobilise des expertises de tous horizons pour valoriser la contribution des associations à la création de valeur économique et sociale, au vivre-ensemble, à la vitalité démocratique.

### Juniors Associations
Depuis 1998, le Réseau National des Juniors Associations (RNJA) permet aux jeunes mineurs de créer leur propre association avec les mêmes responsabilités et le même principe de fonctionnement qu'une association loi 1901. Le RNJA est une association elle-même loi 1901, agréé « Jeunesse et Éducation Populaire » ainsi que « Éducation nationale ». Une fois que le RNJA a habilité le dossier d'un groupe de jeunes, ce groupe peut se monter en « Junior Association ». Ces jeunes peuvent ouvrir un compte bancaire, recueillir des dons ou des subventions, organiser des événements, des sorties, etc. Le RNJA est composé de plusieurs fédérations ou associations :
- la ligue de l'enseignement ;
- la confédération des MJC de France ;
- la fédération des Centres Sociaux ;
- l'association Jets d'encre.

## Associations de droit local en Alsace et en Moselle
Une association ayant son siège social dans l'un des trois départements d'Alsace-Moselle ne relève pas de la loi du 1er juillet 1901 mais des articles 21 à 79-III du Droit civil local et éventuellement des autres dispositions de ce droit local pouvant lui être appliquées.

## Démarches administratives
Lancé début 2009, Mon.service-public.fr est un portail internet de l'administration française visant à permettre à tout citoyen d'effectuer ses démarches administratives en ligne, en particulier toutes celles liées à la création d'entreprise ou à la création d'association.

## Chiffres sur le secteur associatif

### 2012
Le nombre de créations d'associations déclarées était en baisse constante depuis trois ans, certaines régions étant tout particulièrement et intégralement touchées. L'emploi associatif a souffert en 2011, pour le régime général comme pour le régime agricole (5 % des salariés associatifs), et s'est stabilisé au cours des deux premiers trimestres 2012 ; cette évolution conduit à une estimation de 1,3 million d’associations déclarées, animées par onze millions de bénévoles.

### 2013
1,3 million d'associations sont actives. Près de la moitié d'entre elles interviennent principalement dans le domaine du sport (24 %) ou dans celui des loisirs (22 %). Viennent ensuite les associations culturelles (18 %), puis celles de défense de causes, de droits ou d'intérêts (17 %) 12 % des associations emploient des salariés (la majorité des salariés des associations se concentre dans l'action sociale, humanitaire ou caritative, l'hébergement social ou médico-social et la santé).
Nombre d'associations en 2013, d'après le domaine d'activité et selon l'existence d'emploi salarié :
| Domaine d'activité principal                           | Nombre total | Associations non employeurs | Associations employeurs |
| ------------------------------------------------------ | ------------ | --------------------------- | ----------------------- |
| Sports                                                 | 307 531      | 271 637                     | 35 894                  |
| Loisirs, divertissements, vie sociale                  | 281 279      | 268 631                     | 12 648                  |
| Culture                                                | 71 040       | 63 672                      | 7 368                   |
| Spectacles et activités artistiques                    | 166 097      | 139 427                     | 26 670                  |
| Défense de causes, de droits, d'intérêts               | 217 064      | 204 200                     | 12 864                  |
| Gestion de services économiques et développement local | 36 017       | 25 063                      | 10 954                  |
| Enseignement, formation, recherche                     | 78 209       | 56 943                      | 21 266                  |
| Hébergement social ou médico-social                    | 5 103        | 855                         | 4 248                   |
| Action sociale, action humanitaire et caritative       | 97 034       | 74 132                      | 22 952                  |
| Total                                                  | 1 302 211    | 1 141 537                   | 160 674                 |

Champ : associations relevant de la loi 1901 et assimilées, ayant eu au moins un jour d'existence en 2013 en France métropolitaine et départements d'outre-mer.

### 2017
Le nombre d’associations estimées vivantes est de 1 500 000 en 2017. Seules 10,6 % des associations, soit 159 000 structures, ont eu recours à l’emploi salarié en 2017, le plus grand nombre des associations s’appuyant uniquement sur le travail bénévole.
L’augmentation annuelle du nombre d’associations, de l’ordre de 33 300, correspond à un rythme annuel moyen d’augmentation de 2,4 %. Cette augmentation est uniquement due à la croissance importante du nombre de petites associations de bénévoles, le nombre d’associations employeuses ayant désormais tendance à se stabiliser, voire à baisser légèrement : -0,3 % par an depuis 2010.
75 % des associations gèrent un budget annuel de moins de 10 000 €. Les budgets associatifs sont concentrés dans quelques grandes associations : les quelque 19 500 grandes associations qui gèrent un budget supérieur à 500 000 € représentent 1,3 % du nombre d’associations — mais 13,1 % du nombre d’employeuses — et réalisent 71 % du budget total cumulés du secteur associatif.
Le monde associatif réalise un budget global de 113 milliards d'euros, soit 3,3 % de la richesse nationale.
En 2005, les recettes d’activité (ressources provenant de la participation des usagers aux services rendus par l’association et commandes publiques) représentaient 49 % des ressources contre 66 % en 2017. La part des subventions publiques tend à baisser fortement : elles représentaient en 2011 34 % des ressources ; elles n’en représentent plus que 20 % en 2017.

### 2018
65 % des Français qui pratiquent une activité en dehors du cadre professionnel ou universitaire le font dans une association et 35 % des Français se déclarent engagés d'une façon ou d'une autre dans une association.

### 2019
Le montant des subventions de l’État pour 2019 est de 7,7 milliards d'euros. Le détail des comptes de ces associations est disponible au Journal officiel.